# Kościół Wniebowzięcia Najświętszej Maryi Panny w Rzepienniku Biskupim
Kościół Wniebowzięcia NMP w Rzepienniku Biskupim – rzymskokatolicki kościół parafialny we wsi Rzepiennik Biskupi, należącej do powiatu tarnowskiego województwa małopolskiego.

## Historia kościoła
Jest to świątynia neogotycka w stylu narodowym zbudowana w latach 1856–1864 według projektu Antoniego Stacherskiego. To kościół na planie krzyża łacińskiego, orientowany, bazylikowy, z transeptem i prezbiterium zamkniętym trójbocznie. Od zachodu dwuwieżowa fasada z rozetą i kamiennymi posągami św. Piotra i Pawła. Ściany wykonane zostały z kamienia i czerwonej cegły, w które wpleciona jest inskrypcja erekcyjna z zendrówki.

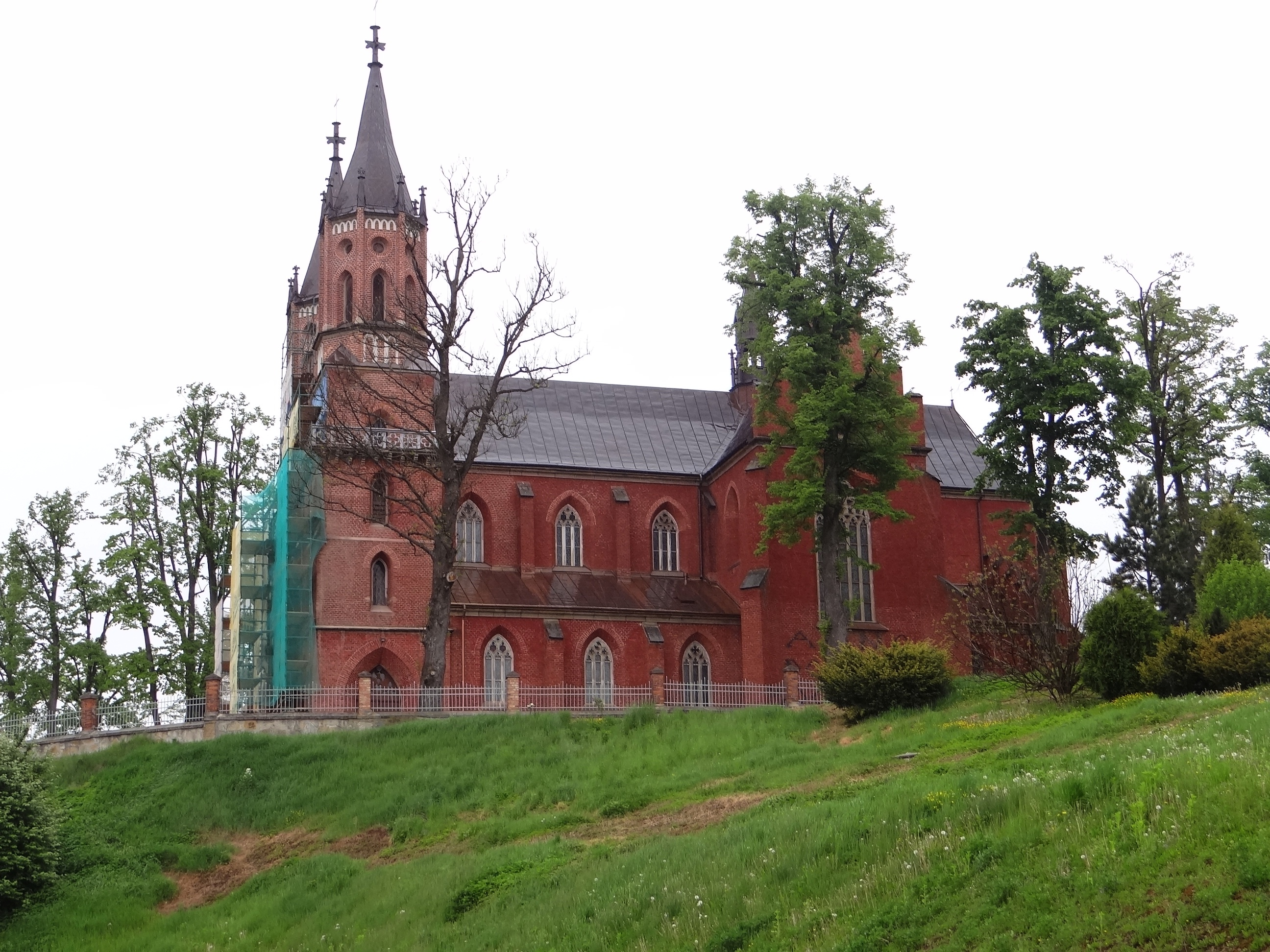

Wyposażenie kościoła pochodzi z przełomu XIX i XX wieku. Polichromię wykonał w latach 1910–1912 młodopolski artysta Jan Bulas – uczeń Stanisława Wyspiańskiego. W ołtarzu głównym znajduje się tryptyk z rzeźbą Matki Bożej Wniebowziętej i płaskorzeźbami przedstawiającymi sceny maryjne. W ołtarzu bocznym jest obraz Matki Bożej Śnieżnej Rzepiennickiej z XVII w., pochodzący z poprzedniego kościoła św. Klemensa.